# Ernst Diestel
Ernst Gottlieb Gustav Diestel (* 3. März 1859 in Hamburg; † 31. Oktober 1936 in Berlin) war ein deutscher Pfarrer und Schriftsteller.

## Leben
Diestel wurde als Sohn des Kaufmanns und Konsuls in Valparaíso Georg Ludwig Friedrich Diestel (1817–1907) und dessen Frau Marie Sophie Stresow (1828–1916) geboren. Sein Bruder war Arnold Diestel, Bürgermeister von
Hamburg. Er studierte ab dem Sommersemester 1880 in Tübingen evangelische Theologie und wurde dort 1880 Mitglied der schwarzen Verbindung Derendingia (seit 1897 Tübinger Burschenschaft Derendingia). Diestel wirkte viele Jahre als Pfarrer in Berlin-Grunewald und als Gefängnispfarrer in Berlin.
Diestel schrieb das Lied Alma mater tubingensis im Sommersemester 1881 als Bundeslied der Derendingia. Das Lied fand Eingang in das Allgemeine Deutsche Kommersbuch, erfreute sich auch bei den anderen Tübingen Korporationen großer Beliebtheit und wurde zum bekanntesten Tübinger Studentenlied und zur gerne gesungenen Hymne auf die Universitätsstadt Tübingen.

## Veröffentlichungen (Auswahl)
- Buddhismus und Christentum. Braunschweig 1895.
- Gerechtigkeit, Gnade und Wiederverkörperung. Braunschweig 1896.
- Die Lebenskunst, eine königliche Kunst, im Spiegel der Weltliteratur. Ein Buch für ernste Menschen. 2. Auflage, Berlin 1920.
- Der Teufel als Sinnbild des Bösen im Kirchenglauben, in den Hexenprozessen und als Bundesgenosse der Freimaurer. Berlin 1921.
- Erlebnisse aus einem Vierteljahrhundert im Untersuchungsgefängnis von Berlin. Berlin 1926.
- Vom Kinderglauben zum Mannesglauben. Berlin 1926.